# Байрамалибеков, Теймур-бек
Теймур-бек Мамед-бек оглы Байрамалибеков (азерб. Teymur bəy Məmməd bəy oğlu Bayraməlibəyov; 22 августа 1862, Еддиоймаг, Ленкоранский уезд, Бакинская губерния, Российская империя — 2 сентября 1937, Баку, Азербайджанская Советская Социалистическая Республика, СССР) — азербайджанский историк-этнограф, педагог, просветитель, участник литературного общества «Фёвджул-фюсаха». Выпускник Закавказской учительской семинарии.

## Биография
Теймур-бек родился 22 августа 1862 года в селе Еддиоймаг (ныне Масаллинский район) Ленкоранского уезда. Корни рода Байрамалибековых восходят к временам правления шаха Аббаса I. Они принадлежали к известному роду Шахсевенов и перебрались в Мугань в конце XVI века. Первое образование он получил в сельской моллахане, научился читать Коран и освоил персидский язык по книге «Гюлюстан» Саади Ширази. Позже, по предложению брата, он учился в 2-классной русской школе в Ленкорани, которую окончил в 1875 году и был направлен на обучение в только что открывшуюся фельдшерскую школу в Тифлисе. Учился он здесь за счет Бакинского земельного отдела. Во время его пребывания здесь начало действовать Азербайджанское отделение Горийской учительской семинарии. Теймур-бек сдал сюда свои документы и в 1879 году поступил в это отделение. Он был одним из первых трёх азербайджанцев, поступивших в семинарию. Вместе с ним в тройке лидеров оказались Сафарали-бек Велибеков из Шуши и Мирза Алмамед Халилов из Нахичевана.

### Научная и общественно-политическая деятельность
С 1881 по 1899 год Теймур-бек работал учителем русского языка и математики во 2-м классе русской школы в Ленкорани. Он был обеспокоен тем, что в школе, где он работал учителем, обучается всего 4 азербайджанских ученика, ездил по сельской местности и встречался с родителями, и смог добиться своей цели, разъяснив и убедив людей в важности образования и науки. Результатом этих больших усилий стало то, что число азербайджанских учащихся, обучающихся в школе, увеличилось с 4 до 16 в первый год его обучения, а затем до 36, а в последующие годы этот прирост составил 90 процентов учащихся.
В результате усилий Теймур-бека 15 сентября 1907 года под руководством каджарского посла Исмаил-хана была основана 5-классная школа «Бехджат». Школа «Бехджат», созданная по инициативе Теймур-бека, в 1910 году на основании сфабрикованных предлогов навлекла на себя гнев бакинского губернатора В. В. Алышевского. По его приказу школа была закрыта, так как вела пропаганду против идей царского правительства, подавала дурной пример ученикам, играла роль революционного гнезда. Теймур-бек, часто сталкивавшийся с препятствиями и сопротивлением в Ленкорани, продолжает свою прежнюю последовательную борьбу за духовный прогресс. В 1909 году он открыл первую русско-азербайджанскую школу под названием «Зия». Вскоре открыл эту же школу в Дагестане. С поручительства губернатора Дагестана директором этой школы был назначен Байрамалибеков. Позже он стал депутатом Ленкоранской городской думы. В результате своей деятельности в Думе в 1910 году ему удалось открыть в Ленкорани 4-х классную начальную школу. Позже его последовательными усилиями эта школа становится 3-х классной гимназией. Он также регулярно работал ленкоранским областным корреспондентом в газете «Каспий», выходившей на русском языке в Баку с конца 80-х годов XIX века до 1916 года. Наряду с Ахмед-беком Агаоглу, Али-беком Гусейнзаде, Гасан-беком Зардаби и другими он часто появлялся в этой газете. Собранные им образцы устной литературы он также отправлял в «Сборник материалов для описания местностей и племен Кавказа» (СМОМПК), издававшийся в Тифлисе. Репутация и организаторские способности Теймур-бека привлекли внимание лидера партии «Мусават» Мамед Эмина Расулзаде. Расулзаде установил с ним близкие отношения и в 1917 году приехал в Ленкорань. Впервые в Ленкорани создается местное отделение «Мусават». Байрамалибеков единогласно был избран руководителем отделения. Вскоре ему удаётся создать сильную организацию в Ленкорани. 
В ноябре 1918 года Теймур-бек приехал в Баку в знак протеста против бесчинств деникинцев в Ленкорани, встретился с министром иностранных дел Азербайджанской Демократической Республики, а чуть позже встретился с британским генералом Томсоном и потребовал принять действенные меры по ситуации. В связи с оккупацией Азербайджана большевиками деятельность «Мусават» в Ленкорани прекратилась. Затем Байрамалибеков переехал в Баку, где работал учителем в школе № 67. «Сборник многочисленных легенд и историй» сыграл важную роль в его творчестве. Он был первым фольклористом Азербайджана. Байрамалибеков, придававший большое значение женскому образованию, в 1917 году основал в Ленкорани школу «Унас». Теймур-бек был арестован Муганской Радой в 1918 году и выслан в Баку под предлогом активного участия в революционном движении. Теймур-бек продолжал свою преподавательскую деятельность до 1929 года и скончался в 1937 году. Его наследницей стала дочь Марьям.